# Peter Kunze
Peter Kunze (sorbisch Pětr Kunca, * 24. Dezember 1942 in Bautzen) ist ein deutscher Sorabist und Autor zahlreicher Schriften zur sorbischen Geschichte.

## Leben
Nach dem Besuch der Sorbischen Erweiterten Oberschule in Bautzen und Kleinwelka studierte Peter Kunze seit 1961 Geschichte und Sorabistik an der Universität Leipzig. 1966 erlangte er das Diplom und war nach seinem Wehrdienst seit 1968 wissenschaftlicher Mitarbeiter an der Historischen Abteilung des Instituts für sorbische Volksforschung in Bautzen.
1982 wurde er zum Leiter des Sorbischen Kulturarchivs am Institut, 1986 zum Leiter der Abteilung Geschichte ernannt. Zwischenzeitlich leitete er auch die Sorbische Zentralbibliothek.
Peter Kunze war Redaktionssekretär der Historischen Reihe (B) der wissenschaftlichen Zeitschrift Lětopis.
Nach 1990 setzte er seine Tätigkeit am Institut fort und war als Redakteur und Autor an der Herausgabe von Lětopis weiter maßgeblich beteiligt.
2007 ging er in den Ruhestand.
Peter Kunze war Mitglied im Vorstand der Oberlausitzischen Gesellschaft der Wissenschaften zu Görlitz und weiterer Kommissionen und Gremien. Er publizierte viele Bücher und Aufsätze zur sorbischen Geschichte.
Peter Kunze lebt in Bautzen und Gütersloh.

## Publikationen (Auswahl)
- Die preußische Sorbenpolitik 1815–1847. Eine Studie zur Nationalitätenpolitik im Übergang vom Feudalismus zum Kapitalismus, herausgegeben vom Institut für sorbische Volksforschung beim Zentralinstitut für Geschichte der Akademie der Wissenschaften der DDR. Domowina-Verlag, Bautzen 1978. Dissertation
- Kurze Geschichte der Sorben. Ein kulturhistorischer Überblick.  Domowina Verlag GmbH, Bautzen 1995 (4. Auflage 2008), ISBN 978-3-7420-1633-1.
- Die Sorben/Wenden in der Niederlausitz. 2. Auflage, Domowina-Verlag, Bautzen 2000, ISBN 3-7420-1668-7.